# بی‌هوازی تحمل‌کننده هوا

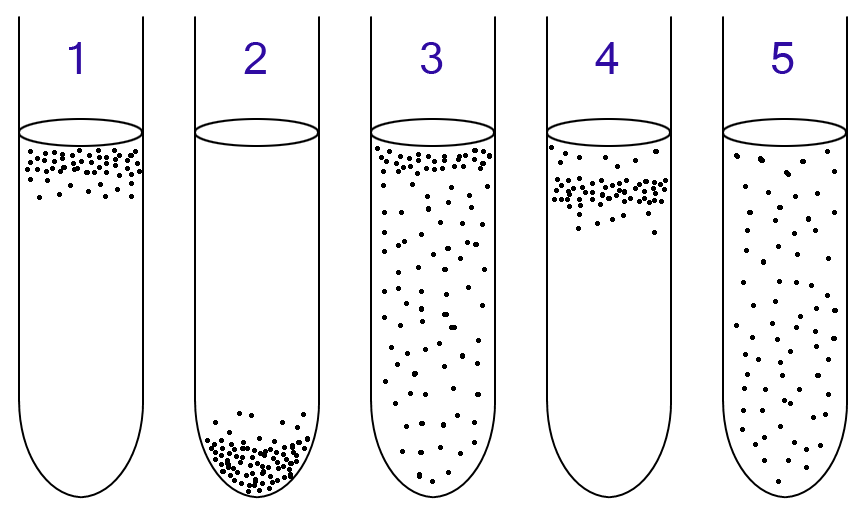
باکتری‌های بی‌هوازی را می‌توان با رشد آن‌ها در لوله‌های آزمایش حاوی محیط کشت براث تایوگلیکولات شناسایی کرد: ۱. هوازی‌های اجباری به اکسیژن نیاز دارند زیرا نمی‌توانند به‌صورت بی‌هوازی تخمیر یا تنفس کنند.
۲. بی‌هوازی‌های اجباری با اکسیژن مسموم می‌شوند، بنابراین در پایین لوله جایی که غلظت اکسیژن کمتر است جمع می‌شوند. ۳. بی‌هوازی‌های اختیاری می‌توانند با یا بدون اکسیژن رشد کنند زیرا می‌توانند انرژی را به‌صورت هوازی یا بی‌هوازی متابولیزه کنند. آن‌ها بیشتر در بالا جمع می‌شوند زیرا تنفس هوازی، آدنوزین تری‌فسفات بیشتری نسبت به تخمیر یا تنفس بی‌هوازی تولید می‌کند. ۴. خرد هوازی‌ها به اکسیژن نیاز دارند زیرا نمی‌توانند به‌صورت بی‌هوازی تخمیر یا تنفس کنند. با این حال، آن‌ها با غلظت‌های بالای اکسیژن مسموم می‌شوند. آن‌ها در قسمت بالایی لولهٔ آزمایش جمع می‌شوند اما نه در بالاترین لایه. ۵. ارگانیسم‌های مقاوم به هوا به اکسیژن نیاز ندارند زیرا انرژی را به‌صورت بی‌هوازی متابولیزه می‌کنند. با این حال، برخلاف بی‌هوازی‌های اجباری، آن‌ها با اکسیژن مسموم نمی‌شوند. آن‌ها می‌توانند به‌طور برابر در سراسر لولهٔ آزمایش پخش شوند.

جانداران بی‌هوازی تحمل‌کنندهٔ هوا از تخمیر برای تولید آدنوزین تری‌فسفات استفاده می‌کنند. آن‌ها از اکسیژن استفاده نمی‌کنند، اما می‌توانند از خود در برابر مولکول‌های فعال اکسیژن محافظت کنند. در مقابل، بی‌هوازی‌های اجباری می‌توانند توسط مولکول‌های اکسیژن فعال آسیب ببینند.
سه دسته جاندار بی‌هوازی وجود دارد. هوازی‌های اجباری برای رشد به اکسیژن نیاز دارند، بی‌هوازی‌های اجباری توسط اکسیژن آسیب می‌بینند. گروه تحمل‌کنندگان هوا نمی‌توانند از اکسیژن استفاده کنند اما حضور آن را تحمل می‌کنند و بی‌هوازی‌های اختیاری در صورت وجود اکسیژن از آن استفاده می‌کنند اما می‌توانند بدون آن نیز رشد کنند.
بیشتر بی‌هوازی‌های تحمل‌کنندهٔ هوا دارای سوپراکسید دیسموتاز و پراکسیداز (غیر کاتالاز) هستند اما کاتالاز ندارند. به‌طور خاص، آن‌ها ممکن است از یک سیستم NADH اکسیداز / NADH پراکسیداز (NOX/NPR) یا یک سیستم گلوتاتیون پراکسیداز استفاده کنند. نمونه‌ای از بی‌هوازی‌های تحمل‌کنندهٔ هوا، کوتیباکتریوم آکنه است.